# Herbert Murrill

Memorabilia von Conel Hugh O’Donel Alexander und Herbert Murrill, ausgestellt im Bletchley Park.

Herbert Henry John Murrill (* 11. Mai 1909 in London; † 25. Juli 1952 ebenda) war ein englischer Musiker, der unter anderem mit Norman Richardson eine Version der von Rabindranath Tagore geschriebenen Jana Gana Mana verfasste, die 1950 zur indischen Nationalhymne erklärt wurde.

## Leben
Murrill studierte von 1925 bis 1928 an der Royal Academy of Music, danach war er bis 1931 Orgelstipendiat am Worcester College an der Universität von Oxford.
Von 1933 bis zu seinem Tod 1952 war er Professor für Komposition an der Royal Academy of Music. Der British Broadcasting Corporation (BBC) trat er 1936 bei, wo er 1942 Programmorganisator war, dann jedoch von 1942 bis 1946 wegen des Zweiten Weltkriegs in der Government Code and Cypher School, der Geheimoperation der britischen Regierung zur Entschlüsselung kryptographischer Verschlüsselungen von Nachrichten, im Bletchley Park arbeitete. 1948 kehrte er zur BBC zurück und wurde dort 1950 Head of Music.
Murrill verfasste mehrere Musikstücke. Er heiratete die Cellistin Vera Canning.